# Hệ động vật châu Á
Hệ động vật châu Á (Fauna of Asia) là tổng thể tất cả các loài động vật sinh sống ở châu Á và các vùng biển và đảo xung quanh nó, chúng được coi là hệ động vật của châu Á. Vì không có ranh giới địa lý sinh học tự nhiên ở phía tây giữa châu Âu và châu Á nên thuật ngữ "hệ động vật của châu Á" hơi khó nắm bắt. Châu Á là châu lục đa dạng về kiểu sinh thái, có đủ các kiểu môi sinh, trong đó, châu Á ôn đới là phần phía đông của Cổ Bắc giới (đến lượt nó là một phần của Holarctic), và phần đông nam của nó thuộc khu vực sinh thái Đông Dương (Indomalaya). Châu Á cho thấy sự đa dạng đáng chú ý về môi trường sống, với sự thay đổi đáng kể về lượng mưa, độ cao, địa hình, nhiệt độ và lịch sử địa chất, thể hiện qua sự phong phú của đời sống các loài động vật. Trong đó, những loài động vật đặc sắc của châu Á có thể kể đến như hổ, vượn, đười ươi, gấu trúc, bò tót...
Sự hình thành hệ động vật châu Á bắt đầu từ Đại Trung sinh với sự chia cắt của siêu lục địa Laurasian. Châu Á pha trộn các yếu tố từ cả hai siêu lục địa cổ đại Laurasia và Gondwana. Các nguyên tố Gondwanian được du nhập từ châu Phi và Ấn Độ, chúng tách ra khỏi Gondwana khoảng 90 MYA, mang theo hệ động thực vật có nguồn gốc từ Gondwana về phía bắc. Băng hà trong thời kỳ băng hà gần đây nhất và sự nhập cư của con người đã ảnh hưởng đến sự phân bố của hệ động vật châu Á. Lục địa Âu-Á và Bắc Mỹ nhiều lần được nối với nhau bằng cây cầu đất Bering và có các loài động vật có vú và hệ chim rất giống nhau, với nhiều loài Á-Âu đã di chuyển vào Bắc Mỹ, và ít loài Bắc Mỹ di chuyển vào Á-Âu hơn (nhiều nhà động vật học coi Palearctic và Nearctic trở thành một Holarctic duy nhất). Nói chung hệ động vật châu Á là sự thống nhất trong đa dạng của các vùng địa lý.

## Các vùng địa lý
Nhìn chung, tổng diện tích rừng ở châu Á chiếm chừng 13% tổng diện tích rừng thế giới. Rừng nhân tạo có sự phát triển nhất định. Phần Nga châu Á, phía đông bắc Trung Quốc và phía bắc Triều Tiên là vùng đất rừng lá kim phân bố rộng lớn trên thế giới, lượng tích tụ phong phú. Thực vật ở vùng Hoa Nam và phía tây nam Trung Quốc, sườn phía nam vùng núi Nhật Bản cùng với sườn phía nam của mạch núi Himalaya vô cùng phong phú, trừ cây lá rộng phổ biến ra, lại có cây kè, cọ xẻ, cây sam và cây thủy sam. Rừng rậm nhiệt đới ở Đông Nam Á chiếm địa vị trọng yếu trong rừng rậm thế giới, nổi tiếng với một dãy quần xã thực vật lâu đời và phong phú. Giống cây chủ yếu của nó có họ Dầu, lại có các "hoá thạch sống" như cây sa la, cây bạch quả và cây vạn tuế. Tổng diện tích thảo nguyên châu Á chiếm chừng 15% tổng diện tích thảo nguyên thế giới. Với sự đa dạng như vậy, châu Á có thể phân chia thành:

### Khu vực châu Âu-Viễn Đông
Vùng ôn đới và châu Âu-Siberia là vùng lớn nhất của Cổ Bắc giới (Palearctic), nơi chuyển tiếp từ lãnh nguyên (đài nguyên) ở các vùng phía bắc của Nga và Scandinavia đến rừng Taiga rộng lớn hay rừng cây lá kim, những khu rừng cây lá kim trải dài khắp lục địa. Nước dạng lỏng không có nhiều trong phần lớn mùa đông, thực vật và nhiều loài động vật trải qua thời kỳ ngủ đông trong mùa đông, trong đó quá trình trao đổi chất diễn ra rất chậm. Phía nam của rừng Taiga là một vành đai rừng hỗn hợp rừng lá rộng ôn đới và rừng lá kim ôn đới. Khu vực rộng lớn này được đặc trưng bởi nhiều loài động thực vật được chia sẻ môi trường sống. Chính những yếu tố về khí hậu và môi trường như trên đã định hình khu hệ động vật nơi đây theo hướng chủ đạo là các loài động vật thích nghi với cái lạnh,một số loài động vật có vú đặc trưng là hươu Siberia, sói xám, nai sừng tấm. Một số hệ động vật đặc trưng nơi đây như hệ động vật Nga.

### Lưu vực Địa Trung Hải
Các vùng đất giáp biển Địa Trung Hải ở Tây Nam Á là nơi có các vùng sinh thái lưu vực Địa Trung Hải, cùng tạo thành vùng khí hậu Địa Trung Hải lớn nhất và đa dạng nhất trên thế giới, với mùa đông thường ôn hòa, mưa nhiều và mùa hè khô nóng. Bức tranh tổng thể của các khu rừng Địa Trung Hải với những rừng cây và cây bụi ở lưu vực Địa Trung Hải là nơi sinh sống của 13.000 loài đặc hữu. Lưu vực Địa Trung Hải cũng là một trong những vùng địa lý sinh học có nguy cơ tuyệt chủng cao nhất thế giới, chỉ 4% thảm thực vật nguyên thủy của khu vực còn sót lại và các hoạt động của con người, bao gồm chăn thả gia súc quá mức, phá rừng và chuyển đổi đất để làm đồng cỏ, nông nghiệp hoặc đô thị hóa, đã làm suy thoái phần lớn khu vực. Tổ chức Bảo tồn Quốc tế đã chỉ định lưu vực Địa Trung Hải là một trong những điểm nóng về đa dạng sinh học của thế giới.

### Sa mạc Trung Đông
Một vành đai lớn của các sa mạc và hoang mạc, bao gồm cả sa mạc Ả Rập, ngăn cách các vùng sinh thái Palearctic, Afrotropic và các vùng thực sự của châu Á. Khu vực này bao gồm các vùng sinh thái sa mạc này trong Cổ Bắc giới/Palearctic; các nhà địa lý sinh học khác xác định ranh giới giữa các vùng là vùng chuyển tiếp giữa vùng sinh thái sa mạc và vùng sinh thái lưu vực Địa Trung Hải ở phía bắc, nơi tọa lạc của các sa mạc ở Afrotropic, trong khi những quan điểm khác đặt ranh giới qua giữa sa mạc. Về sự hiện diện của khu hệ động vật, các loài linh dương sa mạc, mèo cát và thằn lằn đuôi gai là một số loài thích nghi với sa mạc và sống sót trong môi trường khắc nghiệt, cháy bỏng và khô cằn này gọi chung là kiểu động vật sa mạc. Nhiều loài, chẳng hạn như linh cẩu sọc, chó rừng và lửng mật đã tuyệt chủng ở khu vực này do nạn săn bắn, sự xâm phạm của con người và phá hủy môi trường sống. Các loài khác đã được tái du nhập thành công, chẳng hạn như linh dương sừng thẳng Ả Rập và linh dương cát.

### Tây Á và Trung Á
Dãy núi Caucasus trãi dài giữa Biển Đen và Biển Caspi, là một phức hợp đặc biệt phong phú của rừng hỗn hợp lá kim, lá rộng và rừng hỗn hợp, và bao gồm các khu rừng mưa ôn đới của vùng sinh thái rừng rụng lá Euxine-Colchic. Trung Á và cao nguyên Iran là nơi có đồng cỏ khô và lưu vực sa mạc, với rừng trên núi, rừng cây và đồng cỏ ở các núi cao và cao nguyên của khu vực. Ở miền nam châu Á, ranh giới của Palearctic phần lớn là theo chiều dọc. Các chân núi ở độ cao trung bình của Himalaya trong khoảng 2000–2500 m tạo thành ranh giới giữa vùng sinh thái Palearctic và Indomalaya. Hệ động vật chủ đạo ở đây là các khu hệ động vật đồng cỏ với đặc trưng là chân dài cánh rộng để chạy nhảy sải bước trên các thảo nguyên bao la, tiêu biểu như hệ động vật Mông Cổ...

### Khu vực Đông Á
Khu vực Đông Á nổi bật với các vùng sinh thái của Trung Quốc, Triều Tiên và Nhật Bản có độ ẩm và ôn đới cao hơn so với Siberia và khu vực Trung Á liền kề, đồng thời là nơi có nhiều rừng hỗn giao, rừng lá rộng và rừng lá kim ôn đới phong phú, hiện nay chủ yếu giới hạn ở các khu vực miền núi, do các vùng đất thấp và lưu vực sông đông dân cư đã được chuyển đổi thành đất sử dụng trong nông nghiệp (đất nông nghiệp) và thâm canh cùng với đất đô thị. Khu vực Đông Á không bị ảnh hưởng nhiều bởi băng hà trong Kỷ băng hà.
Ở phần phía nam cận nhiệt đới của Trung Quốc và Nhật Bản, rừng ôn đới Palearctic chuyển tiếp sang rừng nhiệt đới và cận nhiệt đới của Indomalaya, tạo ra một hỗn hợp đa dạng và phong phú giữa các loài động thực vật. Các dãy núi phía tây nam Trung Quốc (Vân Nam) cũng được coi là điểm nóng đa dạng sinh học, ví dụ như dãy Himalaya chứa khoảng 8% các loài chim trên thế giới. Ở Đông Nam Á, các dãy núi cao tạo thành các lưỡi của hệ động thực vật Palearctic ở miền bắc Myanmar và miền nam Trung Quốc. Các tiền đồn nhỏ biệt lập (đảo trên bầu trời) nằm xa về phía nam như miền trung Myanmar, cực bắc Việt Nam và vùng núi cao của Đài Loan. Hệ động vật trung tâm ở khu vực này là hệ động vật Trung Quốc với khu hệ động vật các loài trải dài trên lãnh thổ Trung Quốc là trung tâm của vùng Đông Á.

### Tiểu lục địa Ấn Độ
Tiểu lục địa Ấn Độ bao gồm hầu hết vùng Ấn Độ, Pakistan, Bangladesh, Nepal, Bhutan và Sri Lanka. Các dãy Hindu Kush, Karakoram, Himalaya và Patkai giới hạn sinh vật ở phía tây bắc, bắc và đông bắc. Những dãy này được hình thành do sự va chạm của tiểu lục địa Ấn Độ trôi về phía bắc với châu Á bắt đầu từ 45 triệu năm trước. Hindu Kush, Karakoram và Himalaya là ranh giới địa lý sinh học chính giữa hệ động vật kiểu nhiệt đới và hệ động vật kiểu cận nhiệt đới của tiểu lục địa Ấn Độ và lãnh thổ Palearctic với khí hậu ôn hòa. Tây Ghats và Sri Lanka là những điểm nóng đa dạng sinh học quan trọng. Đặc trưng của tiểu lục địa Ấn Độ nổi bật là khí hậu nhiệt đới gió mùa rõ rệt. Hệ động vật đặc trưng và tiêu biểu nơi đây chính là hệ động vật Ấn Độ với dạng chủ đạo là các loài động vật rừng nhiệt đới.

### Khu vực Đông Dương
Vùng sinh thái Đông Dương bao gồm phần lớn lục địa Đông Nam Á hay còn gọi là bán đảo Đông Dương hay bán đảo Trung Ấn, bao gồm Myanmar, Thái Lan, Lào, Việt Nam và Campuchia, cũng như các khu rừng cận nhiệt đới ở miền nam Trung Quốc, chẵn hạn như ở Vân Nam. Nó bao phủ phần giàu có nhất của lãnh thổ Indomalayan, với các quần xã sinh vật chiếm ưu thế là rừng lá rộng ẩm nhiệt đới và cận nhiệt đới và rừng lá rộng khô. Các loài mới và thậm chí cả các họ thường được tìm thấy ở đó (ví dụ: chuột đá Lào). Đây là nơi sinh sống của khoảng 500 loài động vật có vú bản địa. Khu hệ chim cũng rất đa dạng, có khoảng 1.300 loài. Hơn 500 loài bò sát và hơn 300 loài lưỡng cư cũng có mặt tại đây, bao gồm nhiều loài đặc hữu. Một trong những hệ động vật tiêu biểu cho khu vực Đông Dương là hệ động vật Việt Nam với nền chủ đạo là các loài động vật kiểu rừng nhiệt đới gió mùa.

### Thềm Sunda và Philippines
Malesia là một khu vực nằm giữa ranh giới giữa lãnh thổ Indomalayan và Australasia. Nó bao gồm bán đảo Mã Lai và các đảo phía tây Indonesia (Sumatra, Java, Borneo và những đảo khác, được gọi là Sundaland hay đa đảo), Philippines, các đảo phía đông Indonesia và New Guinea. Trong khi Malesia có nhiều điểm chung về mặt thực vật học, các phần phía đông và phía tây của Dòng Wallace khác nhau rất nhiều ở các loài động vật trên cạn; Sundaland có chung hệ động vật với châu Á lục địa, trong khi các đảo phía đông của dòng Wallace hoặc thiếu động vật có vú trên cạn hoặc là nơi sinh sống của hệ động vật trên cạn có nguồn gốc từ hệ động vật Úc, bao gồm động vật có túi và chim ăn thịt. Tuy nhiên, côn trùng của New Guinea chủ yếu có nguồn gốc châu Á. Một số hệ động vật tiêu biểu có thể kể đến như hệ động vật Indonesia, hệ động vật Philippines, hệ động vật Singapore...

## Tác động của con người
Trên khắp châu Á, các quần thể và môi trường sống của động vật hoang dã đang bị tàn phá do hoạt động khai thác công nghiệp và nông nghiệp được kiểm soát kém, do phát triển cơ sở hạ tầng (xây dựng đập, đập thủy điện, đường giao thông và các cơ sở du lịch), và các hoạt động bất hợp pháp như săn bắn, buôn bán động vật hoang dã và trộm gỗ. Kết quả là mất đa dạng sinh học và mất sinh kế. Đông Nam Á có tỷ lệ phá rừng tương đối cao nhất so với bất kỳ khu vực nhiệt đới lớn nào, và có thể mất 3/4 rừng nguyên sinh vào năm 2100 và lên tới 42% đa dạng sinh học. Đa dạng sinh học của khu vực Đông Nam Á được cho là bị đe dọa nhiều nhất, với một số tỷ lệ mất rừng cao nhất kết hợp với áp lực săn bắn nghiêm trọng và nhiều mối đe dọa khác.
Văn hóa sử dụng động vật hoang dã bừa bãi (thích ăn thịt rừng khoái khẩu, đặc sản) kết hợp với đói nghèo, gia tăng dân số và phát triển kinh tế nhanh chóng đã tạo ra một làn sóng áp lực lên các hệ sinh thái tự nhiên. Đặc biệt, sự tăng trưởng kinh tế ngoạn mục của Trung Quốc đang làm căng thẳng nguồn cung cấp tài nguyên thiên nhiên trong toàn khu vực vì Trung Quốc là thị trường tiêu thụ động vật hoang dã có quy mô quá lớn, là cối xay thịt cho số phận của các động vật hoang dã trong đó gây áp lực trực tiếp lên hệ động vật của các nước Đông Nam Á là nguồn cung phụng quan trọng cho thị trường Trung Quốc.
Hiệp hội Bảo tồn Động vật hoang dã (WCS) khuyến cáo Chính phủ các quốc gia Châu Á phải có kế hoạch hành động nhằm bảo vệ các loài động vật đang nằm trong danh sách bảo tồn. Các loài này gồm hổ, đười ươi, cá da trơn Mekong khổng lồ, tê giác Châu Á, rùa sông Châu Á khổng lồ và kền kền Châu Á. WCS đang hối thúc Chính phủ các nước làm theo khẩu hiệu “3 R” là: công nhận (recognition), trách nhiệm (responsibility) và phục hồi (recovery). Mặc dù mỗi loài động vật Châu Á trong danh sách phải đối mặt với những thách thức từ nhiều nhân tố khác nhau như mất môi trường sống, săn bắt và buôn bán trái phép, Chính phủ các quốc gia Châu Á đều có khả năng và phương tiện tài chính để tránh được nguy cơ tuyệt chủng. Thời gian đã không còn đối với một số loài động vật hoang dã của Châu Á, điển hình là hai loài động vật có vú – bò xám, một loài gia súc hoang dã được phát hiện ở Đông Nam Á, và cá heo nước ngọt Trung Quốc đã tuyệt chủng.